# 신말주

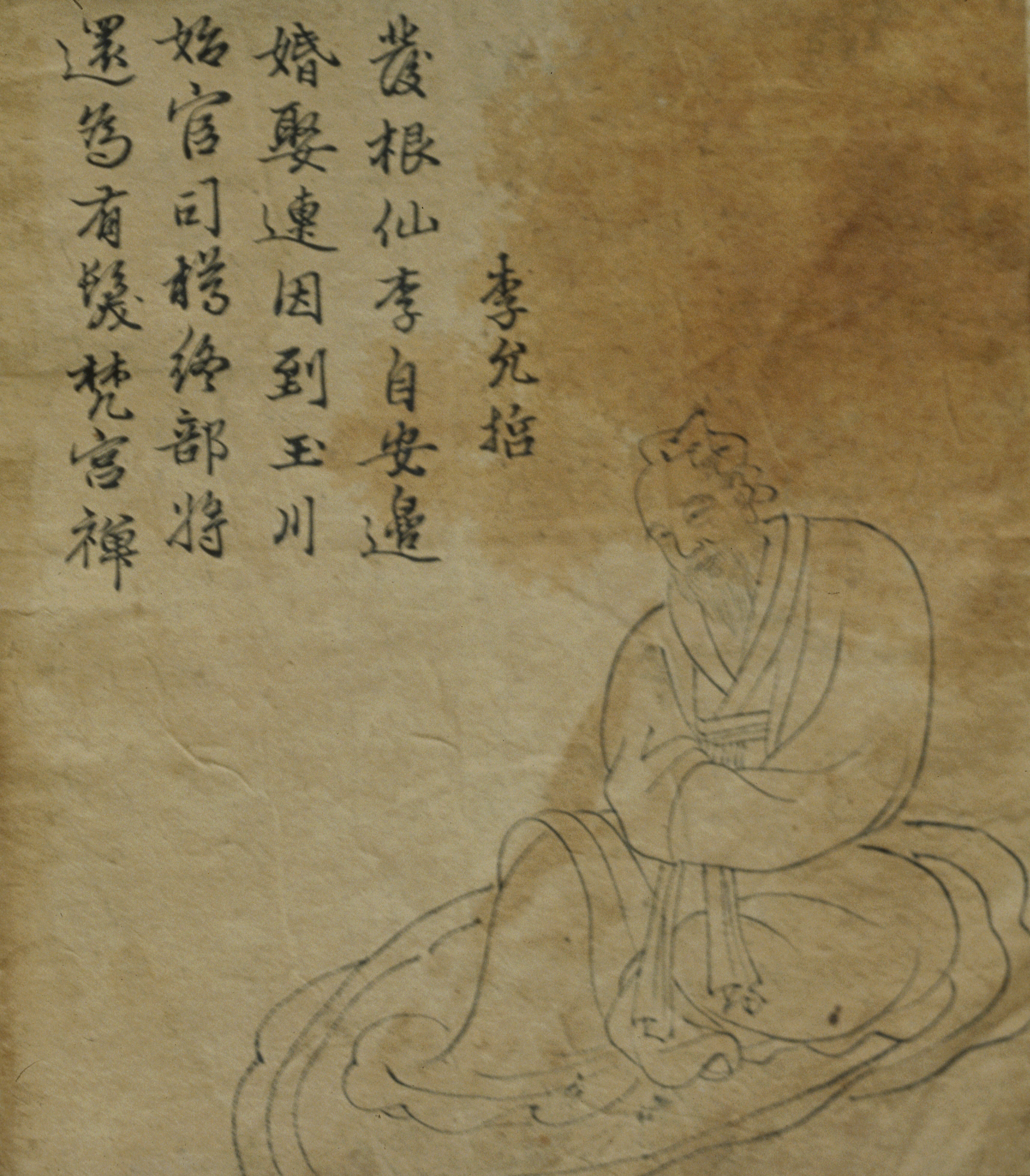
신말주 선생의 십로계첩 (1499)

신말주(申末舟, 1429년 ~ 1503년)는 조선의 문신이다. 본관은 고령이며, 자는 자집(子楫), 호는 귀래정(歸來亭)이다. 신숙주(申叔舟)의 동생이다.

## 생애
서화가 신덕린(申德隣)의 증손으로, 할아버지는 공조참의 신포시(申包翅)이고, 아버지는 공조참판 신장(申檣)이며, 어머니는 정유(鄭有)의 딸이다.
1454년(단종 2) 생원시에 합격하고, 같은 해 식년 문과에 정과로 급제하여 벼슬이 대사간에 이르렀다. 성격이 조용하고 담담하여 벼슬하기를 즐기지 않았다. 단종이 왕위에서 물러난 이후 벼슬을 사임하고 물러나 순창에 살면서, 귀래정을 지어 산수를 즐겼다. 수양대군 옹립을 반대하면서 부인의 고향인 순창으로 낙향한 것이다. 설씨부인은 문장과 그림에 능했는데 《설씨부인 권선문》(勸善文)이 보물 제 728호로 지정되어 있다.
형 신숙주가 강권하여 벼슬에 나오게 하려 하였으나 뜻에 따르지 않았다고 한다. 하지만, 《조선왕조실록》에 따르면 신말주가 1470년(성종 1) 봄에 순창에 내려가 오래 귀경하지 않아 한때 파직된 것은 사실이나, 그 뒤 1476년 전주부윤, 1483년 창원도호부사, 1487년 경상우도병마절도사와 대사간, 이듬해 첨지중추부사·전라수군절도사를 지냈다.

## 《십로계축도》
70세가 되던 1499년, 같은 마을의 이윤철(李允哲), 안정(安正), 설산옥(薛山玉), 장조평(張肇平) 등 9명의 노인을 초청해 계회를 열었고, 이 장면을 화폭에 옮긴 것이 《십로계축도》(十老契軸圖)이다. 그림에는 노인 10명과 술 시중 드는 여인 6명이 등장하는데, 이들 여성이 바로 기녀이며, 현재 남아있는 그림 중 가장 오래된 기녀 그림(기녀가 등장하는 그림)이다. 신말주의 후손인 신경준(申景濬, 1712∼1781)은 자신의 문집 《여암집》(旅菴集)에 ‘서문과 그림 모두 신말주 작’이라고 기록했다. 반면, 서문만 신말주가 쓴 것이고, 시서화에 능했던 신말주의 부인인 설씨(1428∼1508)의 그림일 가능성이 높다는 주장도 있다. 1790년 김홍도가 《십로계축도》를 본떠 《십로도상첩》(十老圖像帖)을 그리기도 했다.

## 후예
신말주의 손자대에서 두 분파로 나뉜다. 장손 신공제의 후손은 순창을 세거지로 하는데, 둘째 손자 신공섭은 서울로 진출해 이 계열은 서울을 세거지로 한다. 신혼이 소북의 인물로 활약했으며, 신유는 17세기 중엽 소북팔대가로 꼽힐 만큼 문장이 뛰어났다. 후대 신경준에 이르러 두 계열은 통합된다.